# Президент Південної Осетії
Президент Республіки Південна Осетія — вища державна посада самопроголошеної та невизнаної світовою спільнотою Республіки Південна Осетія, а також особа, обрана на цю посаду. Здійснює державну владу в самопроголошеній Республіці Південна Осетія, є главою держави та главою виконавчої влади.
Президент Республіки Південна Осетія не може бути депутатом Парламенту Республіки Південна Осетія, обіймати інші посади в державних органах, підприємницьких структурах.

## Повноваження
Згідно зі ст. 50 Конституції Республіки Південна Осетія, Президент Південної Осетії:
1. здійснює загальне керівництво зовнішньою та внутрішньою політикою;
2. керує органами виконавчої влади, може головувати на засіданнях Уряду Південної Осетії;
3. затверджує структуру Уряду Південної Осетії;
4. призначає на посаду Голови Уряду Південної Осетії за згодою Парламенту Південної Осетії та звільняє з посади, повідомивши Парламент Південної Осетії;
5. призначає Голову Уряду Південної Осетії своїм Указом у разі триразового відхилення Парламентом Південної Осетії представлених кандидатур на посаду Голови Уряду Південної Осетії, при цьому одну і ту ж саму кандидатуру представляє не більше двох разів;
6. призначає на посаду та звільняє з посади членів Уряду Південної Осетії та керівників республіканських виконавчих органів;
7. призначає на посаду та звільняє з посади голів адміністрацій міста та районів за погодженням з відповідними Радами депутатів;
8. утворює, формує, реорганізує Адміністрацію Президента Південної Осетії та Уряду Південної Осетії;
9. утворює, скасовує та реорганізує республіканські виконавчі органи, що не входять до складу Уряду Південної Осетії;
10. вправі з власної ініціативи ухвалити рішення про відставку Уряду Південної Осетії або звільнити з посади будь-якого його члена;
11. призначає вибори в Парламент Південної Осетії;
12. має право розпустити Парламент Південної Осетії у випадках, передбачених Конституцією Республіки Південна Осетія;
13. має право вимагати скликання позачергових та надзвичайних засідань Парламенту Південної Осетії;
14. призначає референдум в порядку, встановленому конституційним законом;
15. підписує та оприлюднює закони;
16. має право законодавчої ініціативи;
17. звертається з щорічними посланнями до народу та Парламенту Південної Осетії;
18. веде переговори та підписує міждержавні та міжнародні договори та угоди Південної Осетії;
19. представляє в Парламент Південної Осетії кандидатури для призначення на посаду Голови, заступників Голови та суддів Верховного Суду, Голови, заступників Голови та суддів Вищого Арбітражного Суду Південної Осетії, голови та суддів міського та районних судів Південної Осетії;
20. призначає двох суддів Конституційного Суду Південної Осетії; третього суддю Конституційного Суду Південної Осетії призначає за згодою Парламенту Республіки Південна Осетія;
21. представляє в Парламент Південної Осетії для призначення на посаду та звільнення з посади кандидатури Генерального прокурора Південної Осетії та Голови Національного банку Південної Осетії.
22. призначає на посаду та звільняє з посади повноважних представників Південної Осетії;
23. припиняє або скасовує дію нормативних та інших правових актів органів виконавчої влади, якщо вони суперечать Конституції Південної Осетії та чинному законодавству;
24. призначає голову Пенсійного фонду Південної Осетії та голови Правління Ощадного банку Південної Осетії;
25. формує та очолює Раду безпеки;
26. є Головнокомандувачем Збройних Сил Південної Осетії;
27. стверджує військову доктрину Південної Осетії;
28. призначає та звільняє з посад вище командування Збройних Сил Південної Осетії;
29. вводить та скасовує воєнний або надзвичайний стан на території Південної Осетії або окремих її місцевостях у порядку, встановленому законами Південної Осетії, з негайним повідомленням про це Парламенту Південної Осетії;
30. встановлює державні свята та святкові дні;
31. нагороджує державними нагородами, присвоює почесні, спеціальні та вищі військові звання;
32. вирішує питання громадянства;
33. здійснює помилування;
34. стверджує концепції державного економічного, соціального, культурного та національного розвитку Південної Осетії;
35. має іншими повноваженнями, передбаченими Конституцією та законами Південної Осетії.

## Порядок обрання та припинення повноважень
Президентом Республіки Південна Осетія може бути обраний громадянин Республіки Південна Осетія не молодше 35 років, що має виборче право, володіє державними мовами та проживає на території Республіки Південна Осетія не менш останніх 10 років. Президент обирається строком на 5 років на основі загального, рівного та прямого виборчого права при таємному голосуванні. Одна і та ж особа не може бути президентом Південної Осетії більше двох термінів поспіль.
Президент Південної Осетії припиняє виконання повноважень достроково у разі:
1. відмови від посади;
2. відставки за власною заявою;
3. стійкої нездатності виконання своїх повноважень за станом здоров'я.

Вибори Президента Південної Осетії мають відбутися не пізніше двох місяців з дня дострокового припинення виконання повноважень колишнім главою держави. Якщо Президент Південної Осетії не в змозі виконувати свої обов'язки, їх тимчасово виконує Голова Уряду Південної Осетії, у разі неможливості здійснення цієї норми — Голова Парламенту Південної Осетії. Виконувач обов'язків Президента Республіки Південна Осетія не має права ставити питання про розпуск Парламенту Південної Осетії, призначати референдум, а також вносити пропозиції про зміни та доповнення до Конституції Південної Осетії.

## Президенти Південної Осетії
| №    | Президент                   | Президент | Термін президентства | Термін президентства | Партійність  |
| ---- | --------------------------- | --------- | -------------------- | -------------------- | ------------ |
| 1    | Людвіг Олексійович Чібірєв  |           | 27 листопада 1996    | 18 грудня 2001       | Безпартійний |
| 2    | Кокойти Едуард Джабеєвич    |           | 18 грудня 2001       | 10 грудня 2011       | «Єдність»    |
| в.о. | Вадим Володимирович Бровцев |           | 11 грудня 2011       | 19 квітня 2012       | Безпартійний |
| 3    | Тібілов Леонід Харитонович  |           | 19 квітня 2012       | 21 квітня 2017       | Безпартійний |
| 4    | Бібілов Анатолій Ілліч      |           | 21 квітня 2022       | 24 травня 2022       | Єдина Осетія |
| 5    | Гаглоєв Алан Едуардович     |           | 24 травня 2022       |                      | Нихас        |